# Resolució 1427 del Consell de Seguretat de les Nacions Unides
La Resolució 1427 del Consell de Seguretat de les Nacions Unides fou adoptada per unanimitat el 29 de juliol de 2002. Després de reafirmar totes les resolucions sobre Abkhàzia i Geòrgia, especialment la Resolució 1393 (2002), el Consell va ampliar el mandat de la Missió d'Observació de les Nacions Unides a Geòrgia (UNOMIG) fins al 31 de gener de 2003.

## Resolució

### Observacions
En el preàmbul de la resolució, el Consell va destacar que la manca de progrés en un acord entre ambdues parts era inacceptable. Va condemnar l'enderrocament d'un helicòpter UNOMIG l'octubre del 2001, que va provocar nou morts i va lamentar que no s'haguessin identificat els autors de l'atac. Es va donar la benvinguda a l'ampliació del mandat de la força de manteniment de la pau de la Comunitat d'Estats Independents (CIS) a la regió.

### Actes
El Consell de Seguretat va acollir amb beneplàcit els esforços polítics per resoldre la situació, en particular els "Principis bàsics per a la distribució de competències entre Tbilisi i Sukhumi" per facilitar les negociacions entre Geòrgia i Abkhàzia. Va lamentar la negativa d'Abkhàzia a considerar els detalls del document i va convidar a ambdues parts a superar la seva desconfiança recíproca. Es van condemnar totes les violacions de l'Acord d'alto el foc i Separació de Forces de 1994. El Consell també va acollir amb beneplàcit la disminució de les tensions a la vall de Kodori i la signatura d'un protocol per ambdues parts el 2 d'abril de 2002. Es van observar les preocupacions de la població civil i es va demanar a la part georgiana que garanteixi la seguretat de la UNOMIG i les tropes de la CEI a la vall.
La resolució va instar a les dues parts a revitalitzar el procés de pau, va exigir que es dugués a terme un progrés urgent en matèria de refugiats i desplaçats interns i reafirmés la inacceptabilitat dels canvis demogràfics derivats del conflicte. Tant a Geòrgia com a Abkhàzia se'ls va demanar que implementessin recomanacions d'una missió d'avaluació conjunta a la regió de Gali, i Abkhàzia va demanar, en particular, millorar l'aplicació de la llei, abordar la manca d'instrucció als georgians en la seva llengua materna i garantir la seguretat dels refugiats que tornaven.
El Consell va tornar a demanar a ambdues parts que adoptessin mesures per identificar els responsables de l'enderroc d'un helicòpter de la UNOMIG a l'octubre de 2001. Es va demanar a les dues parts que se separessin de la retòrica militar i dels grups armats il·legals. Finalment, es va demanar al secretari general Kofi Annan que mantingués informat regularment al Consell sobre els esdeveniments i que informés en un termini de tres mesos sobre la situació.